# Full House
Full House (Padres forzosos en España y Tres por tres en Hispanoamérica) es una serie de televisión estadounidense creada por Jeff Franklin para la cadena televisiva ABC. Ambientada en San Francisco, California, muestra las crónicas de un padre viudo, Danny Tanner, quien, después de la muerte de su esposa Pam, reúne a su mejor amigo, Joey Gladstone, y su cuñado, Jesse Katsopolis, para ayudar a criar a sus tres niñas:  D. J., Stephanie y Michelle. Se emitió desde el 22 de septiembre de 1987 hasta el 23 de mayo de 1995, duró 8 temporadas y 192 episodios.
En España, la serie se ha emitido en Canal+, desde 1992 hasta 1995, y salió al aire más tarde en el canal Antena 3. La serie aún se emitía en los Estados Unidos por el bloque Nick at Nite de Nickelodeon, en México por el canal Azteca 7 y en Chile por Canal 13, mientras que, en Hispanoamérica, la serie se ha emitido varias veces en los canales de pago Fox Kids y Warner Channel, en su versión original con subtítulos.

## Actores

### Protagonistas
| Personaje                          | Actor original           | N.º episodios | Temporadas | Temporadas | Temporadas | Temporadas | Temporadas | Temporadas | Temporadas | Temporadas |
| Personaje                          | Actor original           | N.º episodios | 1          | 2          | 3          | 4          | 5          | 6          | 7          | 8          |
| ---------------------------------- | ------------------------ | ------------- | ---------- | ---------- | ---------- | ---------- | ---------- | ---------- | ---------- | ---------- |
| Danny Tanner                       | Bob Saget                | 192           | Principal  | Principal  | Principal  | Principal  | Principal  | Principal  | Principal  | Principal  |
| Jesse Katsopolis                   | John Stamos              | 192           | Principal  | Principal  | Principal  | Principal  | Principal  | Principal  | Principal  | Principal  |
| Joey Gladstone                     | Dave Coulier             | 192           | Principal  | Principal  | Principal  | Principal  | Principal  | Principal  | Principal  | Principal  |
| D. J. Tanner                       | Candace Cameron Bure     | 191           | Principal  | Principal  | Principal  | Principal  | Principal  | Principal  | Principal  | Principal  |
| Stephanie Tanner                   | Jodie Sweetin            | 192           | Principal  | Principal  | Principal  | Principal  | Principal  | Principal  | Principal  | Principal  |
| Michelle Tanner                    | Mary-Kate y Ashley Olsen | 191           | Recurrente | Principal  | Principal  | Principal  | Principal  | Principal  | Principal  | Principal  |
| Rebecca Becky Donaldson-Katsopolis | Lori Loughlin            | 152           |            | Recurrente | Principal  | Principal  | Principal  | Principal  | Principal  | Principal  |
| Kimmy Gibbler                      | Andrea Barber            | 126           | Recurrente | Recurrente | Recurrente | Recurrente | Principal  | Principal  | Principal  | Principal  |
| Steve Hale                         | Scott Weinger            | 50            |            |            |            |            | Recurrente | Principal  | Principal  | Recurrente |
| Nicky Katsopolis                   | Blake Tuomy-Wilhoit      | 56            |            |            |            |            |            | Recurrente | Principal  | Principal  |
| Alex Katsopolis                    | Dylan Tuomy-Wilhoit      | 56            |            |            |            |            |            | Recurrente | Principal  | Principal  |

### Recurrentes
- Vicky Larson (Gail Edwards)
- Nick Katsopolis (John Aprea)
- Irene Katsopolis #1 (Rhoda Gemignani)
- Irene Katsopolis #2 (Yvonne Wilder)
- Claire Tanner #1 (Alice Hirson)
- Claire Tanner #2 (Doris Roberts)†
- Teddy (Tahj Mowry)
- Denise Frazer (Jurnee Smollett)
- Aaron Bailey (Miko Hughes)
- Gia Mahan (Marla Sokoloff)
- Claire Mahan (Andrea Walker)
- Papouli (Jack Kruschen)†
- Derek S. Boyd (Blake McIver Ewing)
- Señora Carruthers (Marcia Wallace)†
- Alisson (Martha Quinn)
- Señorita Wiltrout (June Lockhart)
- Kathy Santoni (Anne Marie McEvoy)
- Viper (David Lipper)
- Duane (Scott Menville)
- Harry (Nathan Nishiguchi)
- Rusty (Jordan Christopher Michael)
- Cindy (Debra Sandlund)
- Señorita Manning (Rosanne katon)
- Mickey (Molly Morgan)
- Eddie (Whitman Mayo)†
- Michael (Jonathan Brandis)†
- Mindy Gladstone (Beverly Sanders)
- Lisa Leeper (Kathryn Zaremb)
- Nelson Burkhardt (Jason Marsden)
- The Beach Boys (ellos mismos)

## Producción

### Filmación y producción
La serie fue creada por Jeff Franklin y producida por Franklin, junto a Thomas L. Miller y Robert L. Boyett, famosos creadores de comedias de situación en los ochenta y noventa.
La serie fue producida por Jeff Franklin Productions y Miller-Boyett Productions, en asociación con Lorimar-Telepictures (1987-1989), Lorimar Productions (1989-1993), y luego por Warner Bros.Television (1993-1995).
Aunque la serie está ambientada en San Francisco, y la intro tiene casas victorianas, la comedia fue grabada en el estudio de la Warner Bros (Warner Bros. Studios) en Los Ángeles. El único episodio grabado en San Francisco fue «La Gran Aventura de Comet», el primer episodio de la temporada 8. Hay algunos episodios también en la que fueron grabados en otros lugares, como Hawái en el primer capítulo de la tercera temporada, «La isla Tanner», y en Walt Disney World Resort para los episodios «Los Tanners se van a DisneyWorld» (1.ª y 2.ª parte), al final de la temporada 6.

### Emisión en otros países
- En España es conocida como Padres forzosos y se emitió varias veces, a través de la cadena Canal+, a lo largo de toda la década de los 90 y principios de la década de 2000. A partir de 2010, emiten esta serie en Factoría de Ficción. En 2020 y 2021, se emitió Full House y Fuller House de lunes a viernes, a dos capítulos por tarde, en Neox. Una vez emitidos todos los capítulos de todas las temporadas de Full House y Fuller House, una sola vez, las dos series fueron retiradas del canal Neox.
- En Ecuador, la serie fue emitida por primera vez por la cadena Ecuavisa bajo el título Un hogar casi perfecto y permaneció al aire por varios años en horarios de lunes a sábado. En las primeras temporadas, la cadena televisiva censuró el audio que decía «Tres por tres», durante los créditos iniciales, pero en episodios posteriores el audio original permaneció intacto, sin la censura del título. En el año 2007, tuvo un paso fugaz por Gama TV, donde se emitió solamente la primera temporada los días sábados. En este canal la serie era anunciada solo por su nombre en inglés Full House. Desde el año 2013 hasta la actualidad, es transmitida, de lunes a viernes, por Teleamazonas, solamente hasta la quinta temporada. Siendo este el primer canal ecuatoriano en utilizar el nombre Tres por tres para anunciar la serie.
- Latinoamérica: Warner Channel (1995-2008, 2015 y 2020) y Fox Kids (2001-2002)
- Guatemala: Trecevisión, Azteca Guatemala, Warner Channel y Canal TVS
- México: Azteca 7 y Canal 5
- El Salvador: Canal 6
- Costa Rica: Teletica
- Colombia: Canal A Inravisión Audiovisuales
- Venezuela: Venevisión y Televen
- Ecuador: Ecuavisa, Teleamazonas y Gama TV
- Perú: Panamericana TV (1988-1996), Frecuencia Latina (2006-2009) y Red TV
- Chile: Canal 13
- Uruguay: Saeta TV Canal 10
- Argentina: Telefe
- Bolivia: Red Uno y Unitel
- Paraguay: Paravision
- Panamá: TVN
- Estados Unidos: Nick at Nite
- Puerto Rico: WLII Teleonce, hoy Univisión Puerto Rico
- Brasil: TV Globo y SBT
- República Dominicana: Tele Antillas

## Temporadas
| Temporada | Temporada | Episodios | Episodios | Emisión original         | Emisión original   |
| Temporada | Temporada | Episodios | Episodios | Primera emisión          | Última emisión     |
| --------- | --------- | --------- | --------- | ------------------------ | ------------------ |
|           | 1         | 22        | 22        | 22 de septiembre de 1987 | 6 de mayo de 1988  |
|           | 2         | 22        | 22        | 14 de octubre de 1988    | 5 de mayo de 1989  |
|           | 3         | 24        | 24        | 22 de septiembre de 1989 | 4 de mayo de 1990  |
|           | 4         | 26        | 26        | 21 de septiembre de 1990 | 3 de mayo de 1991  |
|           | 5         | 26        | 26        | 17 de septiembre de 1991 | 12 de mayo de 1992 |
|           | 6         | 24        | 24        | 22 de septiembre de 1992 | 18 de mayo de 1993 |
|           | 7         | 24        | 24        | 14 de septiembre de 1993 | 17 de mayo de 1994 |
|           | 8         | 24        | 24        | 27 de septiembre de 1994 | 23 de mayo de 1995 |

## Emisión en Warner Channel
La serié se emitió exitosamente, desde 1995 hasta 2001, como una de las comedias principales de Warner. A partir de 2001, pasó a emitirse solo en las mañanas en el bloque de las comedias clásicas junto a Step by Step, Who's the Boss? y The Fresh Prince of Bel-Air. Desde 2005 a 2008, se emitió solo los fines de semana en las mañanas. Volvió a la programación del canal en septiembre de 2015, como parte de la programación especial de los veinte años de Warner Channel.

## Secuela
Tras veintiún años, la cadena Netflix anunció el regreso de los personajes de Full House en una secuela llamada Fuller House, que se centra en la vida de D. J. Tanner y su familia, acompañada de su hermana Stephanie Tanner y su amiga Kimmy Gibbler. La serie se estrenó el 26 de febrero de 2016, con el lanzamiento de toda la temporada.
La secuela cuenta con casi todo el elenco original en una temporada de trece episodios: John Stamos, Bob Saget, Dave Coulier, Lori Loughlin y los gemelos Blake y Dylan Tuomy-Wilhoit como invitados especiales en algunos episodios. Y añadiendo nuevos personajes al elenco principal, como los hijos de D.J. y Kimmy Gibbler, debido a que la trama transcurre veinte años después del final de la primera serie. Mary Kate y Ashley Olsen fueron las únicas que se ausentaron del proyecto durante el mismo, no obstante, en el primer episodio se justificó la ausencia de su personaje.